# Adamów (Zamość)
Pour les articles homonymes, voir Adamów.
Adamów  (prononciation [aˈdamuf]) est un village de la gmina d'Adamów, du powiat de Zamość, dans la voïvodie de Lublin, situé dans l'est de la Pologne.
Il est le siège administratif (chef-lieu) de la gmina rurale de Adamów.
Adamów se situe à environ 16 kilomètres au sud-ouest de Zamość (siège du powiat) et 84 kilomètres au sud-est de Lublin (capitale de la voïvodie).
Sa population s'élève approximativement à 380 habitants en 2008.

## Administration
De 1975 à 1998, le village est attaché administrativement à l'ancienne voïvodie de Zamość.

Depuis 1999, il fait partie de la nouvelle voïvodie de Lublin.